# 李鳳洲
李 鳳洲（り ほうしゅう、1939年12月 - 2021年10月7日）は、中華人民共和国の軍人。最終階級は中国人民解放軍中将。中国共産党第14回全国代表大会代表、第9回全国人民代表大会代表、中国人民政治協商会議第10回全国委員会委員。

## 経歴
1939年12月、河北省新海県で生まれる。1960年に中国共産党入党。1962年に中国人民解放軍入隊。学員、技師、分隊長、副主任、工程師、主任、副駅長、基地総工程師、基地司令員、国防科工委科学技術委員会副主任を歴任した。
2021年10月7日、北京市で病気のため死去した。81歳。
1988年9月に大校に昇格。1990年7月に少将に昇格。1998年7月に中将に昇格。